# Cladonia maxima
Cladonia maxima (Asahina) Ahti (1978), è una specie di lichene appartenente al genere Cladonia,  dell'ordine Lecanorales.
Il nome proprio deriva dall'aggettivo latino maximus, -a, -um, che significa massimo, più grande, ad indicare le dimensioni in lunghezza che può raggiungere.

## Caratteristiche fisiche
I podezi sono snelli e alti, a volte lisci, senza squamule, di colore da verde-grigiastro a brunastro.
All'esame cromatografico l'atranorina è risultata assente o presente in minutissime parti.
Il fotobionte è principalmente un'alga verde delle Trentepohlia.

## Habitat
Su suolo ricco di muschio.

## Località di ritrovamento
La specie è stata rinvenuta nelle seguenti località:
- USA (Alaska, Maine, Michigan, New Hampshire, New York, Vermont);
- Canada (Manitoba, Nuovo Brunswick, Nuova Scozia, Ontario, Québec, Terranova, Labrador, Saskatchewan);
- Finlandia, Giappone, Gran Bretagna, Groenlandia, Isola del Principe Edoardo, Isole Svalbard, Norvegia, Svezia.

## Tassonomia

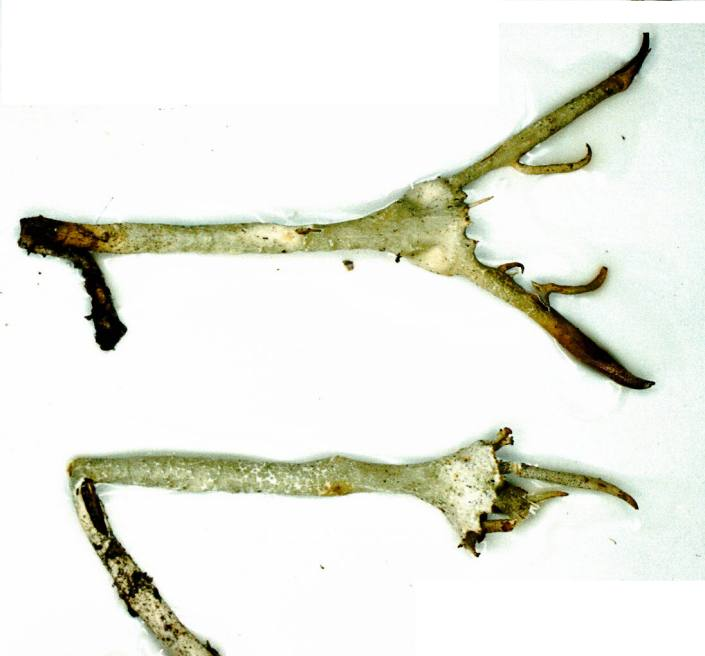
Cladonia maxima

Questa specie appartiene alla sezione Cladonia; nell'ambito di questa sezione forma il gruppo Gracilis (Ahti, 1980) insieme alle seguenti specie: C. cornuta, C.ecmocyna, C. gracilis, C. macroceras e, secondo alcuni autori, C. ochrochlora; a tutto il 2008 non sono state identificate forme, sottospecie e varietà.